# 川崎樱
川崎櫻（日语：／ Kawasaki Sakura */?，2003年4月17日—）是日本偶像藝人，為女子偶像團體乃木坂46成員，神奈川縣出身，2022年以乃木坂46五期生出道。

## 經歷
2021年，川崎參加乃木坂46五期生徵選，徵選時，川崎所唱的曲目是BUMP OF CHICKEN的《車輪之歌》，9月19日，通過徵選。
2022年4月27日，於「第2回 5期生见面会」中，公開亮相，4月28日，乃木坂46五期生部落格開設，以每日1名成員的方式輪流撰寫，川崎於5月5日開始，每隔12天撰寫一篇部落格，12月7日，川崎在第31張單曲《不存在於此的事物》收入的五期生表演曲《17分鐘》中，首次擔任center。
2023年2月1日，個人部落格開設，3月22日，川崎擔任「2023年世界花式滑冰錦標賽」的應援大使，官方Instagram也正式開通，當天在琦玉超級競技場裡，與同為應援大使的田中刑事及宮原知子參加開幕典禮表演，並表演了乃木坂46的歌曲《同步巧合》，3月23日，首次進入第32張單曲《人們終將再度追夢》的選拔，並擔任福神，3月29日，與五期生共同演出電視劇《古書堂故事》（古書堂ものがたり），8月24日，在與成員練習舞蹈時，不慎扭傷腳，造成第五趾蹠骨骨折，於是休息一個月，故不參加「乃木坂46 全國真夏巡演演唱會2023」，9月23日， 成為廣播節目《Radirer! Sunday》新MC，12月3日，成為廣播節目《乃木坂46的「乃」》的10月度MC，12月21日，川崎連續兩季受邀擔任「第92回全日本花式滑冰錦標賽」。
2024年1月9日，與岩本蓮加、黑見明香、林瑠奈、松尾美佑、一之瀨美空、岡本姬奈、清宮玲在乃木神社一起舉行成人式，4月13日，出演五期生音樂劇《乃木坂46"5期生"版音樂劇「美少女戰士」2024》，川崎飾演愛野美奈子（Team STAR）一角 。

## 人物
暱稱是Saku-tan（さくたん），優點是純真質樸的笑容。

### 興趣、嗜好
喜歡吃草莓、櫻桃、馬卡龍，喜歡聽日本搖滾樂，喜歡邊聽音樂邊散步，不知不覺就走了10公里。

### 特殊技能
特技是花式滑冰，小學二年級開始滑冰，一直滑到高一為止，一共有10年的資歷，從高二開始念書。

### 乃木坂46
應援色是粉紅色與綠色，憧憬的乃木坂46成員是遠藤櫻，因為憧憬遠藤櫻，高三在新聞上看到乃木坂46五期生甄選會延長一天，於是在報名截止前10分鐘報名了，最喜歡的乃木坂46的歌曲是《此刻，想說話的對象》，此外也與日向坂46的東村芽依關係非常好。

## 音樂作品

### 乃木坂46
- 標註「★」符號表示該首歌曲有拍攝MV。

單曲
|      | 發行日期       | 單曲名稱           | 參與單曲名稱               | MV | 備註                                       |  |
| ---- | -------------- | ------------------ | -------------------------- | -- | ------------------------------------------ |  |
| 29th | 2022年3月23日  | Actually…          | 絕望前一秒                 |    | 出道曲                                     |  |
| 30th | 2022年8月31日  | 喜歡是件搖滾的事！ | 像撕下創可貼一般的分手方式 | ★  |                                            |  |
| 31st | 2022年12月7日  | 不存在於此的事物   | 17分鐘                     | ★  | center                                     |  |
| 32nd | 2023年3月29日  | 人們終將再度追夢   | 人們終將再度追夢           | ★  | 十一福神                                   |  |
| 32nd | 2023年3月29日  | 人們終將再度追夢   | 我們的道別                 | ★  |                                            |  |
| 32nd | 2023年3月29日  | 人們終將再度追夢   | 違心之事                   | ★  |                                            |  |
| 33rd | 2023年8月23日  | 獨自一人的天堂     | 獨自一人的天堂             | ★  | 選拔                                       |  |
| 33rd | 2023年8月23日  | 獨自一人的天堂     | 某人的肩膀                 |    |                                            |  |
| 33rd | 2023年8月23日  | 獨自一人的天堂     | 試著不去想                 | ★  |                                            |  |
| 34th | 2023年12月6日  | Monopoly           | Monopoly                   | ★  | 十一福神                                   |  |
| 34th | 2023年12月6日  | Monopoly           | 總有一天，那首歌…          | ★  |                                            |  |
| 35th | 2024年4月10日  | 機會平等           | 機會平等                   | ★  | 十一福神                                   |  |
| 35th | 2024年4月10日  | 機會平等           | 「掰掰」令人痛苦           |    |                                            |  |
| 35th | 2024年4月10日  | 機會平等           | 還有7首歌                  |    |                                            |  |
| 36th | 2024年8月21日  | 放縱日             | 放縱日                     | ★  | 選拔                                       |  |
| 36th | 2024年8月21日  | 放縱日             | 給你的Ditto                |    | 頸公主                                     |  |
| 37th | 2024年12月11日 | 步道橋             | 步道橋                     | ★  | 十一福神                                   |  |
| 37th | 2024年12月11日 | 步道橋             | 對相對論提出異議           | ★  |                                            |  |
| 37th | 2024年12月11日 | 步道橋             | 乃木坂饅頭                 |    | 與一之瀨美空、井上和、小川彩、與田祐希合唱 |  |
| 37th | 2024年12月11日 | 步道橋             | 落雪之日再相見吧           |    |                                            |  |
| 38th | 2025年3月26日  | 臍橙               | 臍橙                       | ★  | 十一福神                                   |  |
| 38th | 2025年3月26日  | 臍橙               | 懷念之情的前方             | ★  |                                            |  |
| 39th | 2025年7月30日  | Same numbers       | Same numbers               | ★  | 九福神                                     |  |
| 39th | 2025年7月30日  | Same numbers       | 盛夏日啊                   | ★  |                                            |  |
| 39th | 2025年7月30日  | Same numbers       | 是說啊                     | ★  |                                            |  |

1. ↑  站位依據官方MV及演唱會正式呈現為參考依據。
2. ↑  根據單曲CD内附歌詞本，小分隊名稱。

## 演出

### 電視劇
- 古書堂故事（2023年4月12－2023年6月13日）－第1、2集【誰的殭屍?】[18]

### 廣播節目
- 《Radirer! Sunday（日语：らじらー!）》（2023年10月1日－，NHK廣播1台） - 單數週助理主持[21]
- 《乃木坂46的「乃」》（2024年12月，文化放送） - 12月度主持[23]

### 舞台劇
- 乃木坂46"5期生"版音樂劇「美少女戰士」2024（2024年4月12日ー29日，IMM THEATER）：飾演 愛野美奈子（Team STAR）[27]

### 活動
- 2023世界花式滑冰錦標賽
  - 應援大使(2023年3月3日，日本滑冰聯盟)[13][15]
  - 開幕式表演(2023年3月22日，琦玉超級競技場)[16]
- 第92回全日本花式滑冰錦標賽（2023年12月21日，若里多目的體育競技場）－應援大使[24]

## 書籍

### 雜誌
- 週刊YOUNG JUMP
  - 29號（2022年6月16日，集英社） - 封面[32]
- B.L.T. 
  - 8月號（2022年6月23日，集英社） - 封面[33]
- bis
  - 9月號（2023年8月1日，光文社)[34]
- BOMB
  - 9月號（2023年8月9日，ONE PUBLISHING Co.,Ltd.） - 封面[35]
  - 45週年紀念號（2024年3月8日，ONE PUBLISHING Co.,Ltd.） - 封面[36]
- CanCam
  - 4月號（2024年2月22日，小學館） - 封面[37]

## 外部連結
- 乃木坂46的官方介紹頁 （页面存档备份，存于）（日語）
- 川崎櫻的官方部落格（页面存档备份，存于）（日語）
- 川崎樱的Instagram帳戶（日語）
- 【公式】乃木坂46川崎櫻_富士電視台花式滑冰SP應援使的Instagram帳戶（2023年3月5日—）（日語）
- 川崎 櫻（乃木坂46）的SHOWROOM專頁（日語）